# Geneforge
Geneforge — компьютерная игра 2001 года в жанре RPG, разработанная студией Spiderweb Software.
Игроки берут на себя роль ученика Формирователей, секты магов, которые могут создавать живых существ с помощью силы воли. Ученик попадает на Сусию, остров, который был покинут сектой 200 лет назад. На острове живут творения Формирователей, которые создали свою идеологию в отношении их авторов за прошедшие годы. Главная задача игрока — выбраться с острова и украсть секреты Формирователей, оставленные на Сусии.
Сеттинг игры вытекает из идеи, согласно которой игроки могут создавать и управлять послушными существами. Формирователи и мир Geneforge были результатом представления геймдизайнера Джеффа Вогеля о том, какие существа могут обладать силой и как они будут ее использовать. Сеттинг игры — это смесь научной фантастики и фэнтези. Продажи превзошли ожидания разработчиков, несмотря на опасения, что отход от серии Avernum будет сдерживать игроков. Geneforge получил положительные отзывы критиков, несмотря на то, что они ругали плохую графику и скудность музыкальной темы, сюжет и сеттинг были высоко оценены и названы уникальными и детализированными.

## Оценки игры
| Сводный рейтинг         | Сводный рейтинг | Сводный рейтинг |
| Издание                 | Оценка          | Оценка          |
| Издание                 | Mac             | PC              |
| ----------------------- | --------------- | --------------- |
| Metacritic              | N/A             | 72 из 100       |
| Иноязычные издания      |                 |                 |
| Издание                 | Оценка          | Оценка          |
| Издание                 | Mac             | PC              |
| 1UP.com                 | N/A             | B-              |
| AllGame                 | [ 6 ]           | [ 7 ]           |
| CGW                     | N/A             | [ 8 ]           |
| GameSpy                 | N/A             | 80 из 100       |
| The Entertainment Depot | N/A             | 8,5 из 10       |
| Just RPG                | N/A             | 92 %            |
| RPGDot                  | N/A             | 79 %            |
| Inside Mac Games        | 7,25 из 10      | N/A             |

Geneforge получил положительные отзывы, в частности, были высоко оценены история игры и отсутствие багов. Кристофер Морин из InsideMacGames предположил, что игроки, заинтересованные в «сильной сюжетной линии и уникальной магии», будут впечатлены, однако те, кто ищет качественную графику и звук будут наоборот, разочарованы. Сеттинг игры был назван уникальным и свежим, уровень детализации игрового мира был также высоко оценен. Джефф Грин из Computer Gaming World похвалил игру за ее историю и игровой процесс.
Качество графики игры было плохо оценено большинством рецензентов, которые отметили, что общее качество игры компенсирует этот недостаток. Рецензент из gamespy Карла Харкер описала графику как "...устаревшую примерно на семь лет", но при этом назвала ее одной из лучших ролевых игр, вышедших за год. Джефф Грин также назвал графику устаревшей, но похвалил игровой процесс.